# Linnea Gustafsson

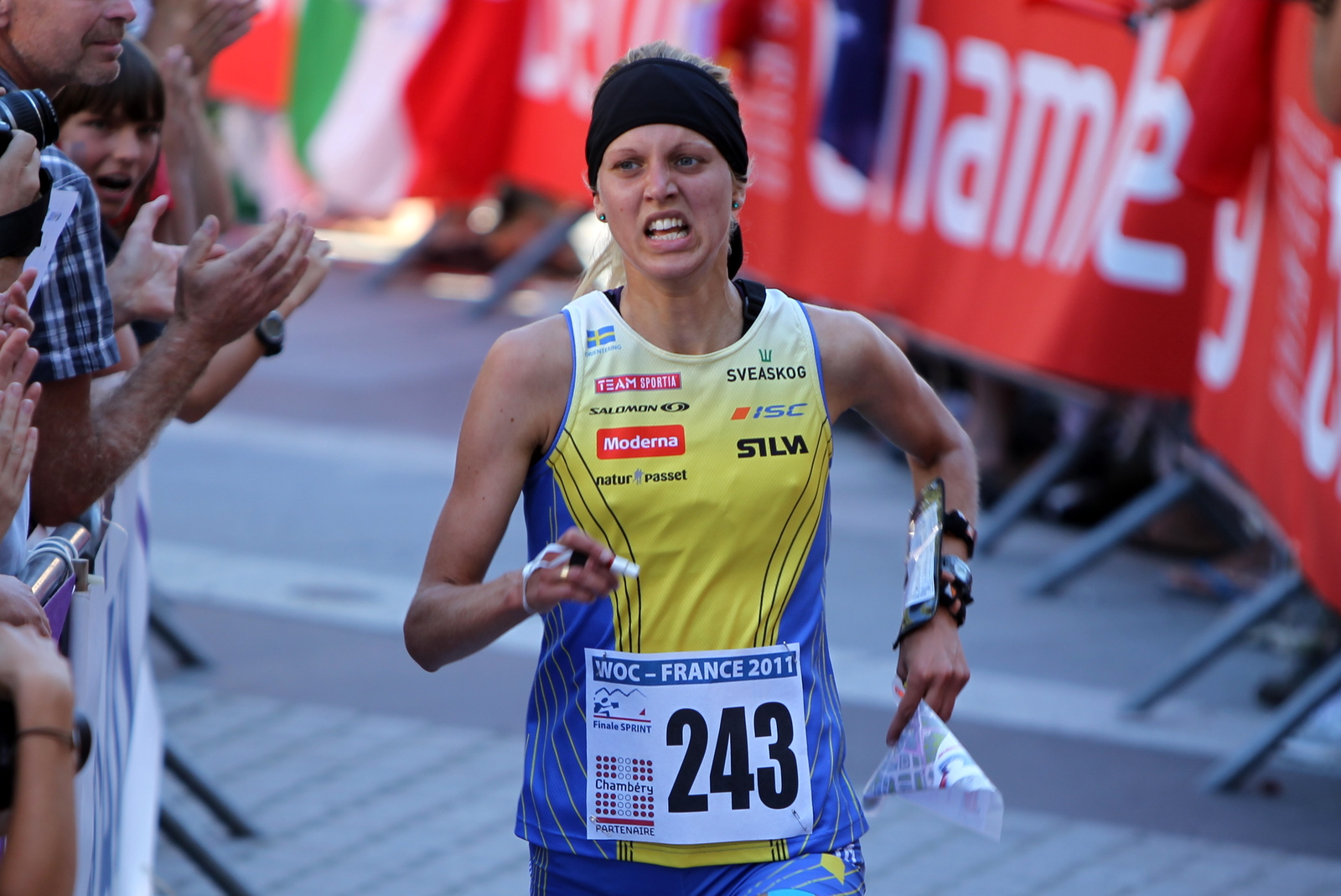
Linnea Gustafsson bei den Weltmeisterschaften 2011 im Sprint.

Linnea Gustafsson (* 20. Februar 1986 in Fole auf Gotland) ist eine schwedische Orientierungsläuferin. 2011 wurde sie Weltmeisterin im Sprint.

## Leben und Wirken
Gustafsson startete 2008 erstmals an internationalen Meisterschaften. Bereits im nächsten Jahr gewann sie bei den Nordischen Meisterschaften in einer Staffel mit Kajsa Nilsson und Helena Jansson Gold. Bei den Weltmeisterschaften im ungarischen Miskolc im August wurde sie hinter Helena Jansson Zweite im Sprint. Auf der langen Distanz wurde sie Fünfte. 2011 wurde sie in Frankreich schließlich Sprintweltmeisterin, diesmal vor Helena Jansson.

## Platzierungen
| | Weltmeisterschaften | Weltmeisterschaften | Weltmeisterschaften | Weltmeisterschaften |  | Europameisterschaften | Europameisterschaften | Europameisterschaften | Europameisterschaften |  | World Games | World Games | World Games |  | Nord. Meisterschaften | Nord. Meisterschaften | Nord. Meisterschaften | Nord. Meisterschaften |  | Schwed. Meisterschaften | Schwed. Meisterschaften | Schwed. Meisterschaften | Schwed. Meisterschaften | Schwed. Meisterschaften | Schwed. Meisterschaften |  | GWC |
| Jahr | Sp                  | MD                  | LD                  | St                  |  | Sp                    | MD                    | LD                    | St                    |  | Sp          | MD          | St          |  | Sp                    | MD                    | LD                    | St                    |  | Sp                      | MD                      | LD                      | UL                      | N                       | St                      |  | GWC |
| --- | ------------------- | ------------------- | ------------------- | ------------------- |  | --------------------- | --------------------- | --------------------- | --------------------- |  | ----------- | ----------- | ----------- |  | --------------------- | --------------------- | --------------------- | --------------------- |  | ----------------------- | ----------------------- | ----------------------- | ----------------------- | ----------------------- | ----------------------- |  | --- |
| 2007 |                     |                     |                     |                     |  |                       |                       |                       |                       |  |             |             |             |  |                       |                       |                       |                       |  | 17.                     |                         | 21.                     | 17.                     | 23.                     |                         |  |     |
| 2008 | 15.                 |                     |                     |                     |  | 7.                    | 17.                   | 28.                   |                       |  |             |             |             |  |                       |                       |                       |                       |  | 8.                      | 23.                     | 7.                      |                         |                         | 42.                     |  | 25. |
| 2009 | 2.                  |                     | 5.                  |                     |  |                       |                       |                       |                       |  | 5.          | 3.          | 8.          |  | 7.                    | 23.                   | 26.                   | 1.                    |  |                         | 1.                      | 4.                      |                         |                         | 1.                      |  | 7.  |
| 2010 | 7.                  |                     |                     |                     |  |                       |                       |                       |                       |  |             |             |             |  |                       |                       |                       |                       |  | 3.                      | 2.                      | 2.                      |                         | 1.                      | 4.                      |  | 66. |
| 2011 | 1.                  |                     |                     |                     |  |                       |                       |                       |                       |  |             |             |             |  |                       |                       |                       |                       |  |                         |                         |                         |                         |                         |                         |  | 11. |
| Erklärung: GWC = Gesamt-Weltcup / Sp = Sprint , MD = Mitteldistanz, LD = Langdistanz, Kl = Klassische Distanz, E = Einzelwettbewerb , St = Staffel, UL = Ultralang, N = Nacht |                     |                     |                     |                     |  |                       |                       |                       |                       |  |             |             |             |  |                       |                       |                       |                       |  |                         |                         |                         |                         |                         |                         |  |     |